# Steve Ekedi
Steve Thibaut Ekedi Soppo, hay Steve Ekedi (sinh ngày 24 tháng 5 năm 1991) là một cầu thủ bóng đá người Cameroon thi đấu cho JS Kabylie tại Algerian Ligue Professionnelle 1.

## Sự nghiệp câu lạc bộ
Anh ra mắt chuyên nghiệp tại Giải bóng đá hạng nhất quốc gia Bồ Đào Nha cho Desportivo das Aves vào ngày 8 tháng 11 năm 2015 trong trận đấu trước Famalicão and scored trong màn ra mắt.